# 水原殺人分屍案
水原殺人分屍案（수원 토막 살인 사건），發生於2012年4月1日晚上，大韓民國京畿道水原市一名28歲的女性被一名42歲男性姦殺並分屍的案件。
受害人在遇害過程中曾報警求助，但由於警方的怠慢、疏忽職守導致最終不能避免慘劇。警方的失職引致社會的公憤。

## 相關人物
受害人 郭某
28歲女性。在手機分包企業擔任臨時工。月薪只有170萬至180萬韓圓，家庭負擔沉重，不僅要償還父親的債務，還要照顧母親和弟弟。
兇手 吴原春
42歲男性。出生於中國內蒙古，朝鮮族人，來韓之前從事務農和打雜工。前後三次前往韓國務工，2010年5月開始在水原池洞工作。吳在中國有妻子和兒子。

## 案件經過
2012年4月1日晚上22:40，吴原春在家裡喝得酩酊大醉之後出外倒垃圾，起了想要強暴女性的念頭，他藏在家門口的一支電線杆後等待獵物。這時，歸家途中的郭某從附近的車站走出來，經過電線杆時，吴原春突然撲向郭某，並把她挾持拉至自己的出租屋內進行強暴。期間吴原春一度外出。22:50，郭某趁吳元春外出期間，鎖了門打通112報警電話求助。
郭某向警方表明自己正遭受性侵犯，並說明了自己的位置：
|  | 這裡是莫谷遊樂場前面的房子，我正在受到性侵犯。我所在的位置是過池洞小學後還沒到莫谷遊樂場的路邊。 |

但是接線員只是不斷重複問郭某是否確實遭受性侵犯，還繼續問郭某準確的位置。接線員以為郭某和加害人認識，是一般的夫妻糾紛，反問郭某如何認識加害人，如何進屋的問題。這時吴原春強行入屋，郭某向吴原春認錯並哀求，郭某說完一句「我錯了，大叔，我錯了」之後就試圖掛掉電話，接線員最後一句說話是「請再說一遍地址！」，此時的通話時間是1分20秒；但實際上電話繼續連通了6分16秒，期間不斷出現郭某的哀求聲、慘叫聲等，總共通話時間長達7分36秒。
4月2日凌晨5:00許，強暴完郭某的吴原春將郭某活生生掐死。他自稱由於擔心自己被捕後，自己在韓國打工存得的700萬韓圓會被人搶走，於是決定分屍銷毀證據。他將屍體肢解成280多塊碎塊，裝入14個垃圾袋分別棄置。同日11:50左右，警方將正在分屍的吴原春逮捕歸案。

## 警方處理手法及爭議
事件曝光之後，輿論一片譁然，警方對案件的處理手法廣受批評。從被害人報警到找到其遺體足足經歷了13個小時，從報警到被殺人遇害也有6個小時，輿論普遍認為，如果警方足夠重視那通報警電話並及時尋找受害人的話，是很可能避免受害人最終被殺死的，至少能阻止分屍。

### 報警電話
郭某已經說出了自己的大概位置，但是112接線員仍然不斷要求郭某告知準確位置，這對被強行帶到陌生地方的受害人來說是不可能的。當時112緊急呼叫中心有20名警員當值，但卻無人處理這件事情，電話中不斷傳出受害人的慘叫聲，但是呼叫中心的當值警員依然判斷是熟人或夫妻爭執。反應出呼叫中心當值警員缺乏專業訓練。目前韓國的112緊急呼叫中心警員只有1/5人接受過短期訓練。
此外，警方在電話通話時間問題上一再撒謊：
- 4月4日，謊稱電話只有15秒，受害人未能說明準確位置；
- 4月5日，宣佈通話時間為1分20秒並公開這80秒的錄音，謊稱受害人在說完「我錯了，大叔，我錯了」之後掛機；
- 4月6日，終於承認通話時間為7分36秒。

分析認為，受害人很可能是在吴原春闖入屋之後假裝掛機，把電話扔在地上，期望警方能通過鎖定電話信號找到她的位置；但是警方的不作為辜負了她的期望。

### 搜救行動
警方在4月2日凌晨3:00才展開搜救行動，但是一開始只有兩輛車輛和5名警員前往現場，郭某的姐姐也一同前往，據她的描述，同行的警員都在打盹；警方在距離後來發現的犯罪現場僅僅10米的地方停止了搜查。約早上6:00，搜查警員才增至10人；早上6:50，重案組全部35名警員出動；9:00，負責此案的刑事科科長才赶到現場。
一家媒體對犯罪現場方圓300米內的137戶人家進行了調查，其中133戶人家均表示警方在深夜沒有及時到來。當時警方排除了已經熄燈的人家，只到還亮著燈的人家戶外聽聲音。

### 隱瞞監視器影像
吳原春強拉受害人去出租屋的場面被距離犯罪現場約50米的池洞小學後門監視器拍攝到，相關畫面長達13秒。在4月2日早上，警方就曾經到訪靈通區統一管制中心調查，並確認了監視器錄影的存在。但是，在4月9日影像公佈之前，警方都一直否認有影片存在。事後警方表示「由於一早就將嫌疑人逮捕，所以對影片並未特別在意」。

### 警視廳人員處分
迫於強大的輿論壓力，4月9日，警察厅長趙顯五提出辭職，他在聲明上說：
我謹向受害人家屬表示沉痛哀悼，並請求他們的原諒，我為韓國警方因嚴重失職導致此次悲劇發生自責，我更為韓國警方試圖掩蓋他們的失職行為讓民眾失望而道歉。
趙顯五還表示警方將嚴懲相關人士，追究責任。如果死者家屬提出控訴，要求國家賠償，他將盡最大努力作出協助。京畿道警察廳長徐千浩也已經提出辭職。

## 判决
2021年6月1日，韓國檢方在量刑聽證會上具體求處嫌犯吳原春死刑。
2021年6月15日，水原地方法院一審宣判，依殺人罪判處嫌犯吳原春死刑，公開個人資料10年，配戴電子腳鐐30年。吳原春很快提出上訴。二審首爾高等法院認為，一審給予死刑判決的理由是嫌犯的殺人動機是為了販賣人肉及器官，然而這只是警方的推論，沒有足夠的證據支持，因此將死刑降為無期徒刑，其餘部分則予以維持，檢察官認為量刑不當，提出上訴。
2013年1月16日，最高法院以「依規定，本刑超過10年的判決不能以量刑不當為由提出上訴」為由，駁回了檢方上訴，全案定讞。目前，吳原春被關押在慶尚北道第一監獄（原青松監獄）。

## 相關
- 2017年由OCN製作之電視劇《Voice》以此事件改編而成該劇其中兩個案件（銀型洞警察妻子殺人事件、高井洞綁架事件）。